# Chrysometa lancetilla
Chrysometa lancetilla este o specie de păianjeni din genul Chrysometa, familia Tetragnathidae, descrisă de Lévi, 1986.
Este endemică în Honduras. Conform Catalogue of Life specia Chrysometa lancetilla nu are subspecii cunoscute.